# Zsadány (keresztnév)
A Zsadány régi magyar személynév,  szláv eredetű, jelentése váró, várakozó.

## Gyakorisága
Az 1990-es években szórványos név, a 2000-es években nem szerepel a 100 leggyakoribb férfinév között.

## Névnapok
- augusztus 23.[2]